# Ismael dos Santos
Ismael dos Santos (Blumenau, 16 de julho de 1965) é um político brasileiro, atualmente filiado ao Partido Social Democrático (PSD).

## Biografia
Graduado em administração pela Fundação Universidade Regional de Blumenau (FURB) em 1986 e em letras também pela FURB em 1991. É especialista em qualidade na comunicação pela FURB (1998), mestre em literatura pela Universidade Federal de Santa Catarina (UFSC) em 2001 e doutorado em literatura pela UFSC em 2006.
Em 1996 fundou o Centro Terapêutico Vida (CTV) em Blumenau, por onde já passaram mais de dois mil jovens internos em busca de reabilitação para a dependência química.
No campo literário, de 1986 a 2014, publicou 46 obras, nas áreas política, histórica, ficcional, teológica e infanto-juvenil.[carece de fontes?]

## Carreira política
Foi eleito deputado estadual à Assembleia Legislativa de Santa Catarina na 17ª legislatura (2011 — 2015) pelo Democratas (DEM).
Nas eleições de 2014, já no PSD, foi reeleito deputado estadual para a 18ª legislatura (2015 — 2019), sendo o terceiro mais votado, com 66818 votos.
Foi vereador em Blumenau nas legislaturas 1992—1996; 1996—2000, pelo Partido da Social Democracia Brasileira (PSDB); e 2000—2004, pelo Partido dos Trabalhadores (PT).